# 营盘革命烈士纪念亭
营盘革命烈士纪念亭，位于中国广东省韶关市新丰县黄石示镇营盘村，为新丰县的一个县级文物保护单位，类型为近现代重要史迹及代表性建筑，公布时间为1984年12月15日。
营盘革命烈士纪念亭建于1949年。